# Anomalotinea iranica
Anomalotinea iranica är en fjärilsart som beskrevs av Petersen och Reinhardt Gaedike 1984. Anomalotinea iranica ingår i släktet Anomalotinea och familjen äkta malar.
Artens utbredningsområde är Iran. Inga underarter finns listade i Catalogue of Life.